# Accursius
Accursius (en italiano Accorso o también Accorso di Bagnolo; c. 1182-1263) fue un jurista italiano. Es notable por la organización que hizo de las glosas, los comentarios de la Edad Media sobre la codificación que hizo Justiniano I sobre derecho romano, el Corpus Iuris Civilis. Fue poco diestro en los clásicos, pero fue llamado el "Ídolo de los juristas consultantes".
Accursius nació en Impruneta, cerca de Florencia. Fue pupilo de Acio de Bolonia, practicó desde un inicio el derecho en su ciudad natal, y fue contratado posteriormente como profesor en Bolonia, donde tuvo gran éxito como maestro. Emprendió la labor de arreglar en un solo cuerpo textual las decenas de miles de glosas y observaciones sobre el Código, los Institutos y los Digestos. Acurrsius ensambló de las varias glosas tempranas para cada uno de estos textos un coherente y consistente cuerpo de glosas.

## Aportes al Derecho Internacional Privado
El primer registro de una norma que afirma la extraterritorialidad del Derecho Privado la encontramos en la Glosa de Acursio, redactada al primer título del primer libro del Codex (Corpus Iuris, Justiniano). En dicha sección el Codex contiene una constitución de los emperadores Graciano, Valentiniano y  Teodosio, donde se somete a los gobernados bajo la autoridad del emperador a la Religión Católica. La glosa en comentario, en cambio, impone el deber a los tribules de Módena de aplicar, en ciertos casos, el derecho de Bolonia. (Es decir, los jueces de una jurisdicción deben aplicar el derecho de otra jurisdicción).